# Phelsuma modesta
Espèce
Synonymes
- Phelsuma lineata leiogaster Mertens, 1973
- Phelsuma leiogaster Mertens, 1973
- Phelsuma leiogaster trautmanni Meier, 1993
- Phelsuma leiogaster isakae Meier, 1993
- Phelsuma modesta isakae Meier, 1993

Statut de conservation UICN

 LC  : Préoccupation mineure
Statut CITES
Phelsuma modesta est une espèce de geckos de la famille des Gekkonidae.

## Répartition
Cette espèce est endémique du Sud de Madagascar.

## Description
C'est un petit gecko diurne et arboricole.
La sous-espèce modesta mesure jusqu'à 10 cm, la sous-espèce isakae jusqu'à 12 cm et la sous-espèce leiogaster jusqu'à 11 cm.

## Liste des sous-espèces
Selon The Reptile Database (17 décembre 2013) :
- Phelsuma modesta leiogaster Mertens, 1973
- Phelsuma modesta modesta Mertens, 1970

## Taxinomie
La sous-espèce Phelsuma modesta leiogaster a été décrite comme une sous-espèce de Phelsuma lineata puis a été considérée un temps comme une espèce à part entière, elle est actuellement considérée comme sous-espèce de Phelsuma modesta.

## Étymologie
Le nom de cette espèce, modesta, fait référence aux couleurs plutôt ternes de cet animal, en particulier par rapport aux autres membres du genre Phelsuma, très vivement colorés.
La sous-espèce Phelsuma modesta isakae a été synonymisée par Hofmann & Trautmann  en 2012.

## Publications originales
- Mertens, 1970 : Neues über einige Taxa der Geckonengattung Phelsuma. Senckenbergiana biologica, vol. 51, p. 1-13.
- Mertens, 1973 : Eine neue Unterart des Taggeckos Phelsuma lineata. Senckenbergiana Biologica, vol. 54, p. 299-301.
- Meier, 1993 : Neues über einige Taxa der Gattung Phelsuma auf Madagaskar, mit Beschreibung zweier neuer Formen. Salamandra, vol. 29, no 2, p. 119-132.